# Calotropis

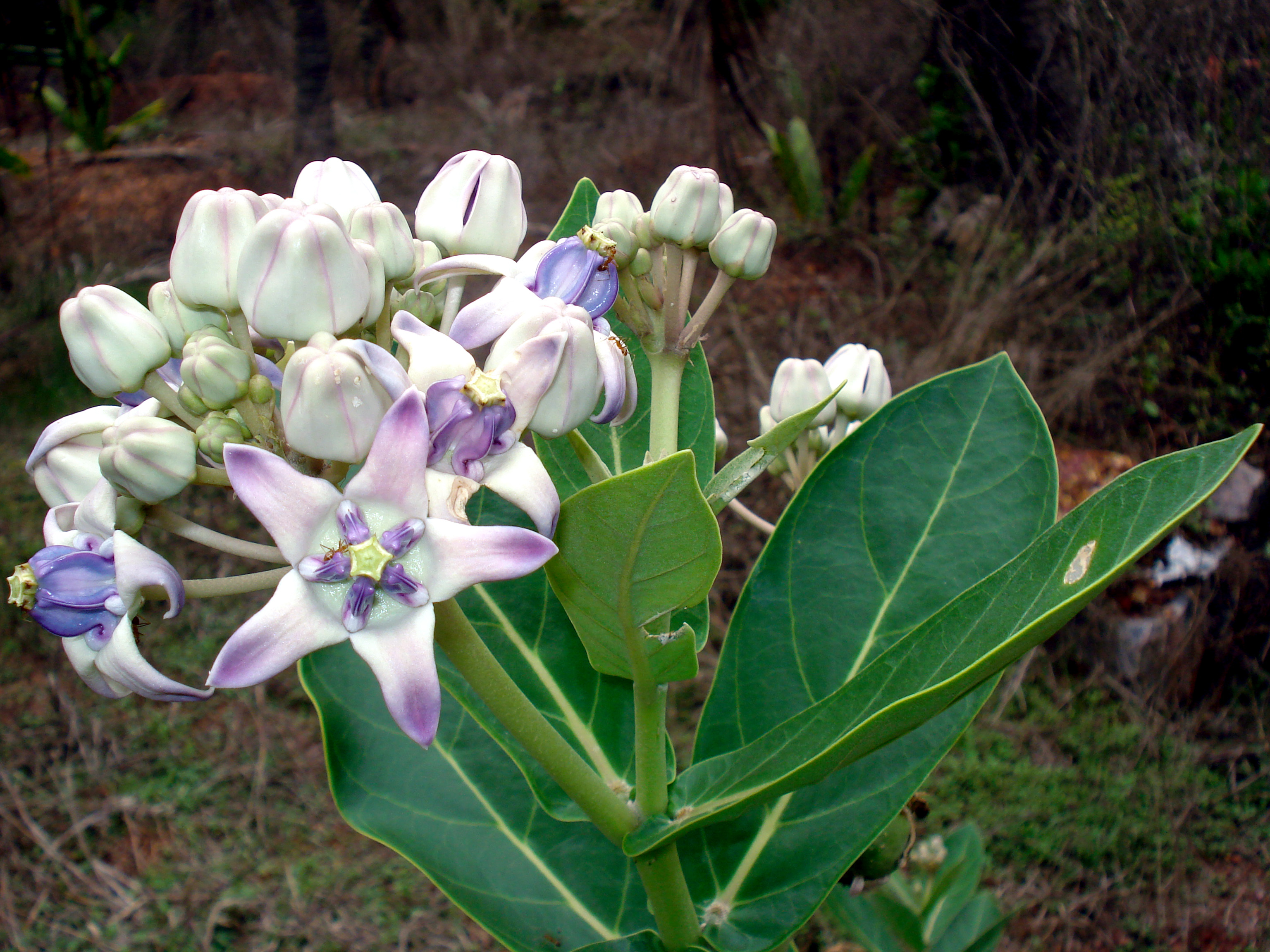
Kronenblume (Calotropis gigantea)

Die Calotropis, selten Kielkronen genannt, sind eine Pflanzengattung in der Unterfamilie der Seidenpflanzengewächse (Asclepiadoideae) innerhalb der Familie der Hundsgiftgewächse (Apocynaceae). Es gibt drei Calotropis-Arten.

## Vorkommen
Die natürlichen Verbreitungsgebiete liegen in Afrika und Asien. Die Arten sind in vielen ariden Gebieten der Tropen verwildert. Sie gedeihen an Straßenrändern, Savannen und unbewaldeten Landschaften tiefer und mittlerer Höhenlagen.

## Beschreibung
Zwei Calotropis-Arten sind reich verzweigte Sträucher oder kleine Bäume und Calotropis acia ist eine aufrechte, mehrjährige krautige Pflanze. Sie erreichen Wuchshöhen von 1 bis 6 m. Sie enthalten weißen Milchsaft. Die Rinde der Zweige ist glatt oder anfangs behaart. Die Laubblätter sind gegenständig an den Zweigen angeordnet. Die einfachen Blätter sind bei Calotropis acia gestielt, bei den anderen Arten ungestielt. Die ledrige oder fleischige Blattspreite ist 9 bis 28 cm lang und 5 bis 15 cm breit. Die Blattränder sind glatt oder gewellt. Die Blattoberseite ist glatt und die Blattunterseite ist glatt oder filzig behaart.
Drei bis 17 Blüten stehen in einfachen oder verzweigten, kompliziert aufgebauten Blütenständen zusammen. Der Blütenstiel ist gelb behaart. Die zwittrigen, radiärsymmetrischen Blüten sind fünfzählig. Die fünf freien Kelchblätter besitzen höchstens ein Viertel der Länge der Kronblätter, sind eiförmig und enden mit einer Spitze. Die fünf grünen, weißen, cremefarbenen oder violetten Kronblätter sind 10 bis 18 mm lang, eiförmig und nur an der Basis verwachsen, sie sind manchmal innen anders gefärbt als außen. Es ist nur ein Kreis mit fünf Staubblättern vorhanden. Zwei Fruchtblätter sind zu zwei freien oberständigen Fruchtknoten verwachsen, die zwei Stempel sind oben zu einer gemeinsamen fünfkantigen Narbe verwachsen. Die Staubblätter sind untereinander und den zwei Stempeln zu einer Säule (einem Gynostegium) verwachsen. 
Je Blüte werden zwei trockene Balgfrüchte gebildet. Bei Calotropis procera bilden sie zusammen eine apfelähnliche Frucht, die einen Durchmesser von etwa 70 mm und eine Länge von 100 bis 120 mm aufweist, bei den anderen Arten stehen sie in einem 180°. Jede Balgfrucht enthält etwa 100 bis 150 Samen. Die Samen weisen eine Länge von 7 bis 8 mm und einen Durchmesser von 4 bis 5 mm auf. Sie besitzen ein etwa 30 mm langes Büschel weißer, seidiger Haare als Flugorgan.

## Systematik
Ein Synonym für Calotropis R.Br. ist Madorius Rumph. ex Kuntze.
In der Gattung Calotropis gibt es drei Arten:
- Calotropis acia Buch.-Ham.: Sie kommt vom Himalaja bis Assam und im nordöstlichen Indien vor.[1]
- Kronenblume oder Madar-Strauch (Calotropis gigantea (L.) R.Br.): Sie kommt vom südlichen China bis ins tropische Asien vor.[1]
- Oscher, Oscherstrauch oder Fettblattbaum (Calotropis procera (Aiton) W.T.Aiton, Syn.: Asclepias procera Aiton, Asclepias gigantea Jacq. non L.): Sie kommt in Makaronesien und vom nördlichen und von tropischen Afrika bis Indochina vor.[1]

## Bilder
Oscher (Calotropis procera):

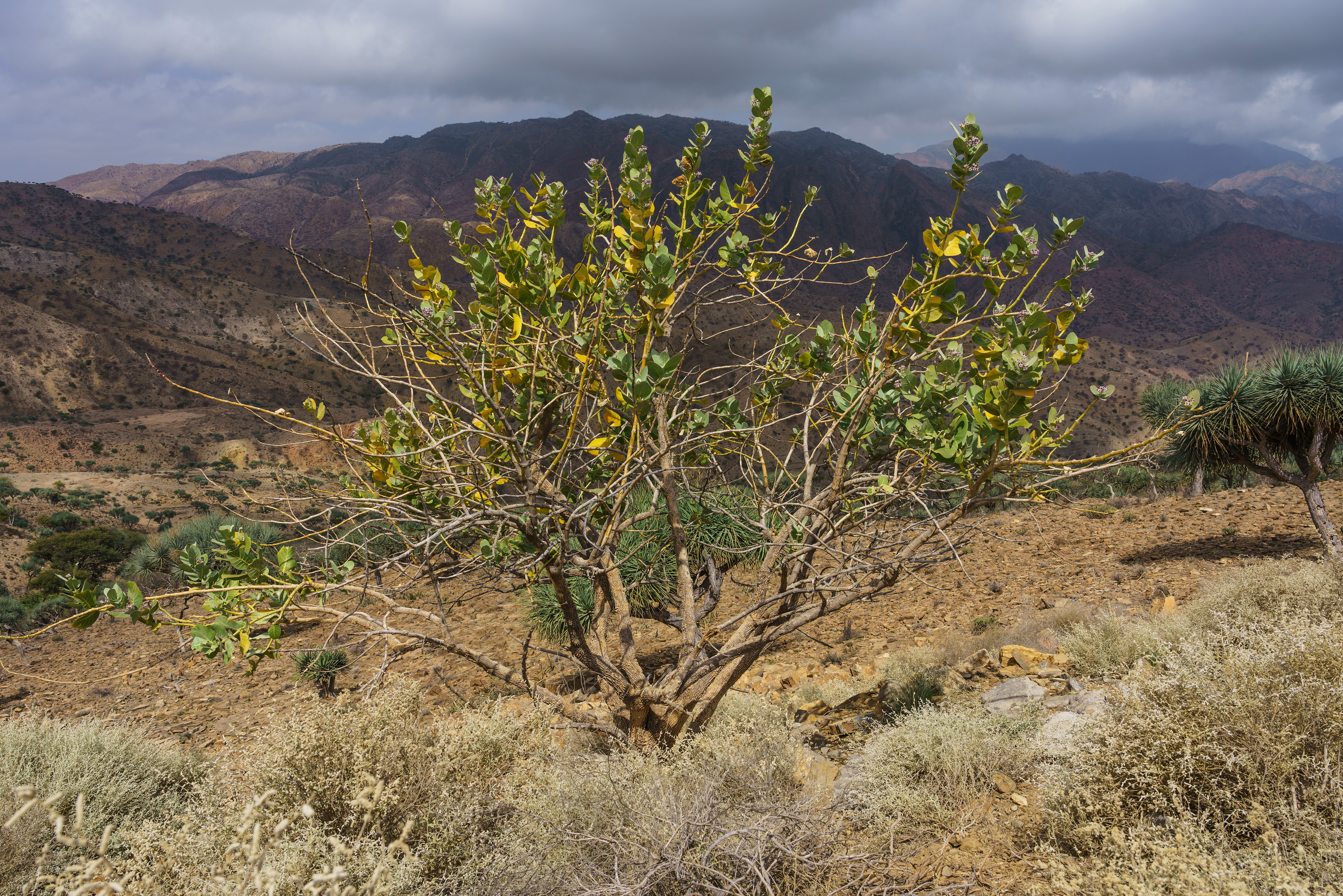
Habitus am Naturstandort: Afar-Region, Äthiopien
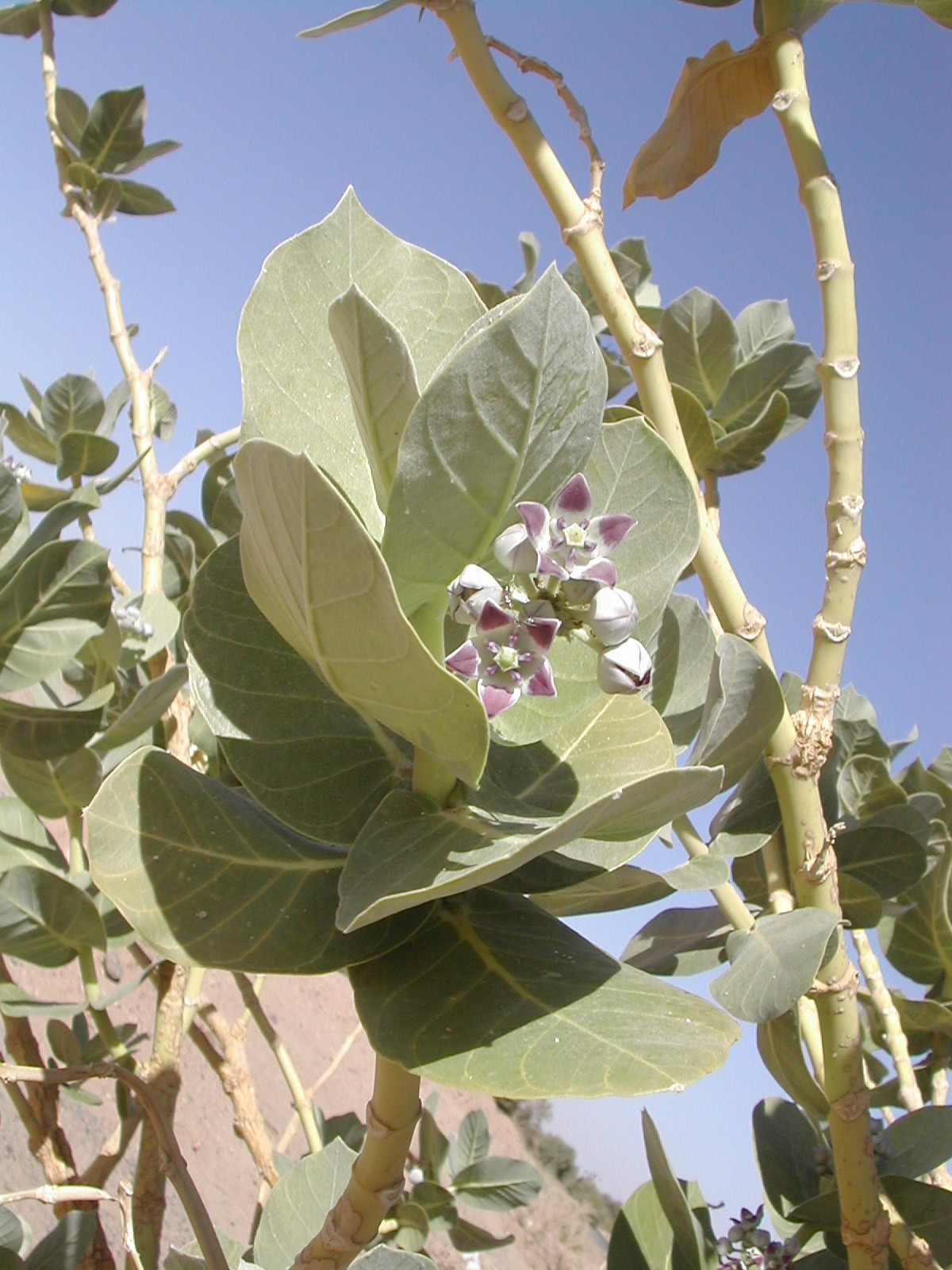
Blätter und Blütenstand mit Knospen und Blüten
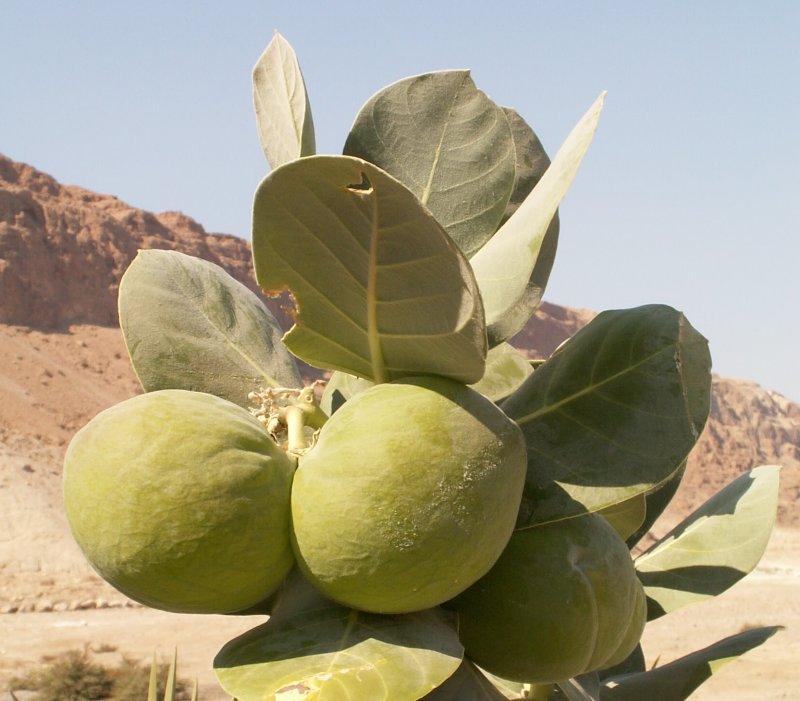
Sodomsäpfel